# Palanka (Gračac)
Palanka falu Horvátországban Zára megyében. Közigazgatásilag Gračachoz tartozik.

## Fekvése
Zárától légvonalban 67, közúton 100 km-re keletre, községközpontjától légvonalban 25, közúton 36 km-re délkeletre, Lika déli részén, a Velebit-hegység szélén, a Zrmanja jobb partján fekszik. A településről jó kilátás nyílik a Velebit-, a Dinári- és a Plješivica-hegység közötti völgyre. A karsztos Dinári-hegységen tör át a Zrmanja-folyó. Palankától északra emelkedik a Poštak-hegy, mely alatt a folyó forrása található.

## Története
Palanka és a Zrmanja völgyének felső része már a rómaiak idejében is ismert volt, mivel itt haladt át az egyik fontos hadiút a „via militare”. A népvándorlás idején a mai horvátok ősei telepedtek le ezen a vidéken. A falu története szorosan kapcsolódik az általuk emelt, a felette magasodó hegyen épített Zvonigrad várához. A vár a középkorban a Bihácsról az akkori horvát királyi székhely, Knin felé menő fontos kereskedelmi és hadiutat ellenőrizte. 1220 körül a Šubić nemzetséghez tartozó „Buysenus” likai gróf volt az ura. 1412-ben Nelipich Iváné, akinek Zsigmond magyar király engedélyezte, hogy váraival szabadon rendelkezzen. Ebben az oklevélben „castrum Zvonygrad” alakban szerepel.
1435-ben a várat lányának Katalinnak, Frangepán János feleségének adományozta. Ezután a Kurjaković nemzetségé volt, utoljára 1509-ben Karlovich János volt a tulajdonosa. 1522-ben elfoglalta a török és csak 1685-ben szabadították fel a velencei hadak. 1699-ben még jelentősen átépítették és falai sokáig jó állapotban álltak, csak a 19. században kezdték meg bontásukat. A palankai római katolikus plébániát 1807-ben alapították, a katolikus templomot 1830-ban építették. A településnek 1857-ben 401, 1910-ben 199 lakosa volt. 
Az első világháború után előbb a Szerb-Horvát-Szlovén Királyság, majd Jugoszlávia része lett. 1942-ben szerb felkelők a horvátok házait és templomát felgyújtották. A horvát lakosság részben elmenekült, a helyben maradókat leöldösték. 1991-ben csaknem teljes lakossága szerb nemzetiségű volt. Lakói még ez évben csatlakoztak a Krajinai Szerb Köztársasághoz. A horvát hadsereg 1995 augusztusában a Vihar hadművelet során foglalta vissza a települést. Szerb lakói elmenekültek.. A településnek 2011-ben 19 lakosa volt.

## Lakosság
| Lakosság változása | Lakosság változása | Lakosság változása | Lakosság változása | Lakosság változása | Lakosság változása | Lakosság változása | Lakosság változása | Lakosság változása | Lakosság változása | Lakosság változása | Lakosság változása | Lakosság változása | Lakosság változása | Lakosság változása | Lakosság változása |
| ------------------ | ------------------ | ------------------ | ------------------ | ------------------ | ------------------ | ------------------ | ------------------ | ------------------ | ------------------ | ------------------ | ------------------ | ------------------ | ------------------ | ------------------ | ------------------ |
| 1857               | 1869               | 1880               | 1890               | 1900               | 1910               | 1921               | 1931               | 1948               | 1953               | 1961               | 1971               | 1981               | 1991               | 2001               | 2011               |
| 401                | 237                | 229                | 277                | 260                | 199                | 206                | 207                | 173                | 170                | 164                | 144                | 106                | 84                 | 29                 | 19                 |

## Nevezetességei
- A falu közelében a Velebit keleti lejtőjén találhatók Zvonigrad várának romjai.[6] A vár egykor a Likából Knin felé vezető utat ellenőrizte. Első említése a 13. század elején történt, amikor birtokosa a Šubić nemzetséghez tartozó Bysenius likai gróf volt. A török 1522-ben foglalta el és csak 1685-ben szabadították fel a velencei hadak. 1826-ig falai aránylag jó állapotban voltak, ekkor azonban Brkich ispán egy malom építése céljából engedélyezte köveinek felhasználását.[2] Ettől kezdve köveit fokozatosan elhordták. Még ma is megkülönböztethető azonban az egykori  lakótorony és egy újabban épített épület a régi palota helyén. A várat hosszan elnyúló falak övezték, melyeket úgy osztottak meg, hogy a vár kettős külső várat kapott.[2]
- A Kisboldogasszony tiszteletére szentelt római katolikus templomát[7] 1830-ban építették. 1942-ben kifosztották és felgyújtották, évtizedekig csak a csupasz falai álltak. 1983-ban Pavlišić püspök és Pećo Butković plébános kezdeményezésére építették újjá.[3] Egyhajós épület, sokszög záródású szentéllyel és a nyugati homlokzat elé épített harangtoronnyal. A templomba a torony földszintjén kialakított előcsarnokon át lehet bejutni. A tornyot feljebb körablak és nagyméretű, félköríves ablakok tagolják. A tetején piramis alakú toronysisakban végződik.
- A falu temetőjében található egykori nagybirtokosának a Šulentić családnak a síremléke. A sírt a II. világháború idején feltörték és kirabolták.
- Kusac nevű településrészétől délre is található egy középkori várrom. Ezen a településen a népi építészet jellegzetes példái is láthatók.